# Rythme sans fin
Rythme sans fin est un tableau réalisé par la peintre français Robert Delaunay en 1934. De format vertical, cette huile sur toile est une abstraction relevant de l'orphisme. Sa composition est structurée par des formes semi-circulaires colorées disposées selon une diagonale ascendante sur un fond gris, leur agencement évoquant une chaîne prise dans une boucle infinie, d'où le titre trouvé par Sonia Delaunay. Achetée en 1970, l'œuvre est conservée à la Tate Modern, à Londres, au Royaume-Uni.

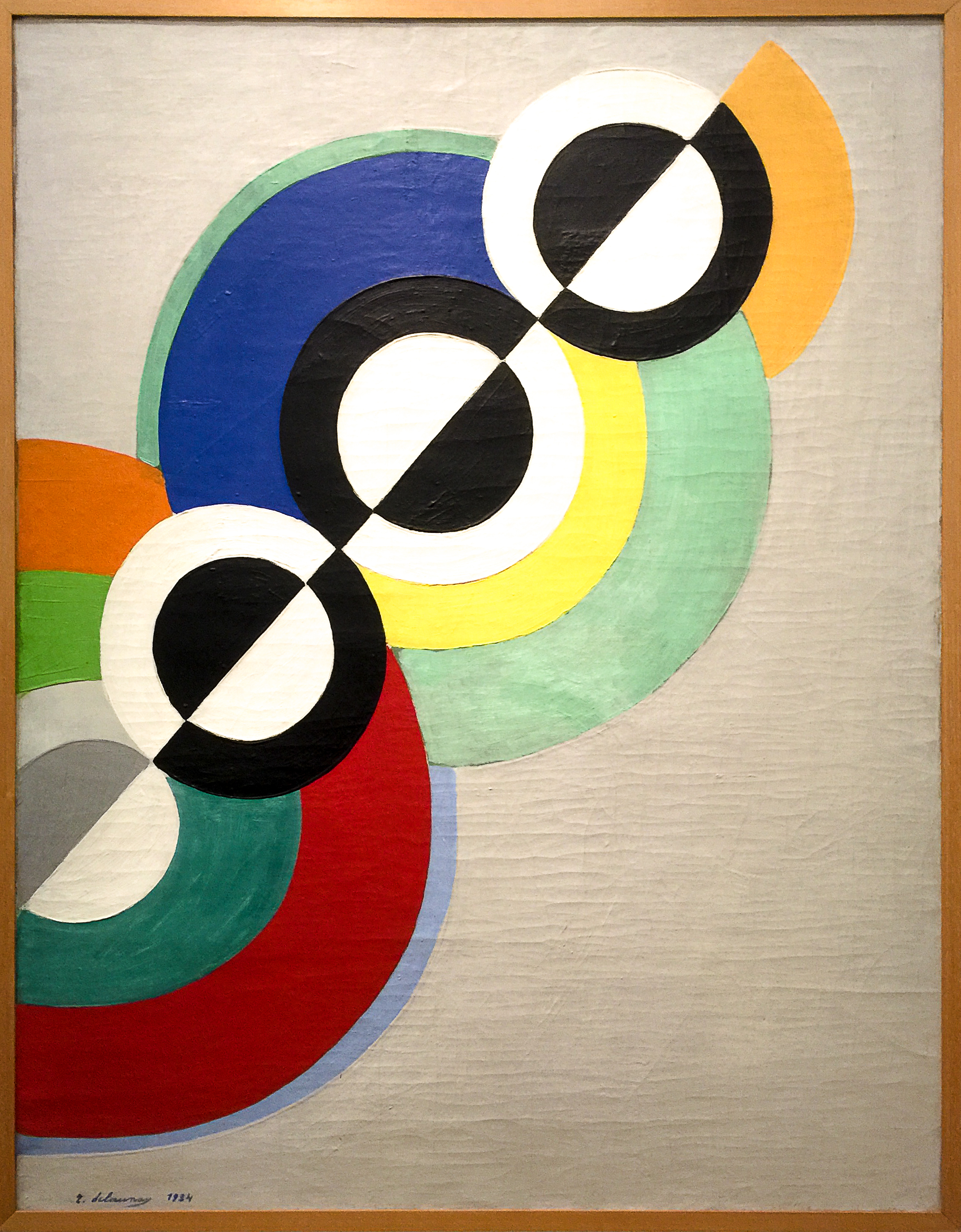
Rythmes, 1934 – Musée national d'Art moderne, Paris.